# Litchi
Litchi (Litchi chinensis) är ett fruktträd och en stenfrukt som kommer från Kina. Frukten är av en valnöts storlek. Den har ett knottrigt, rödbrunaktigt skal, medan det vita fruktköttet omger en stor kärna. Frukten äts naturell.

## Utbredning
Trädet härstammar från Kina. Det har introducerats i många andra länder och odlas i Bangladesh, Filippinerna, Indien, Indonesien, Madagaskar, Nepal, Pakistan, Sydafrika, Moçambique, Taiwan, Thailand, Vietnam och USA (Hawaii och Florida).

## Etymologi
Namnet kommer från kinesiskans lai chi.

## Egenskaper
Frukten som är en arillusfrukt är smakrik och söt. I Kina odlades litchi redan 2000 före Kristus och ansågs vara en exklusiv frukt. Den användes under en period till och med som skattebetalning. 
Litchi kan odlas genom att så ett frö i jord inte alltför länge efter att frukten plockats. Litchi-plantan tål inte särskilt hög värme, inte heller kyla och vind. Det kan ta upp till tio år för en planta att växa till ett fruktbärande träd.

## Bildgalleri

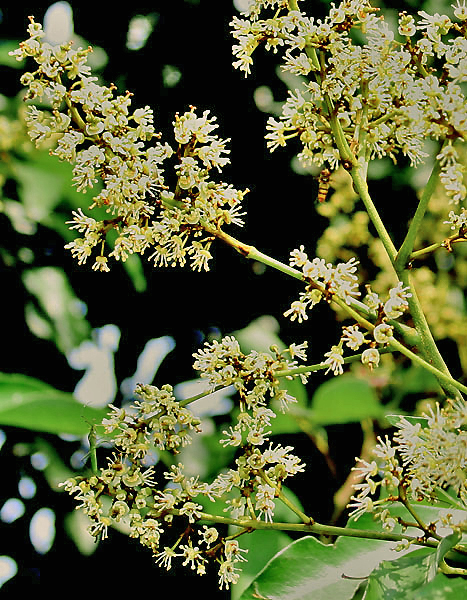
Blommande litchi i Darjeeling-distriktet i den indiska delstaten Västbengalen.
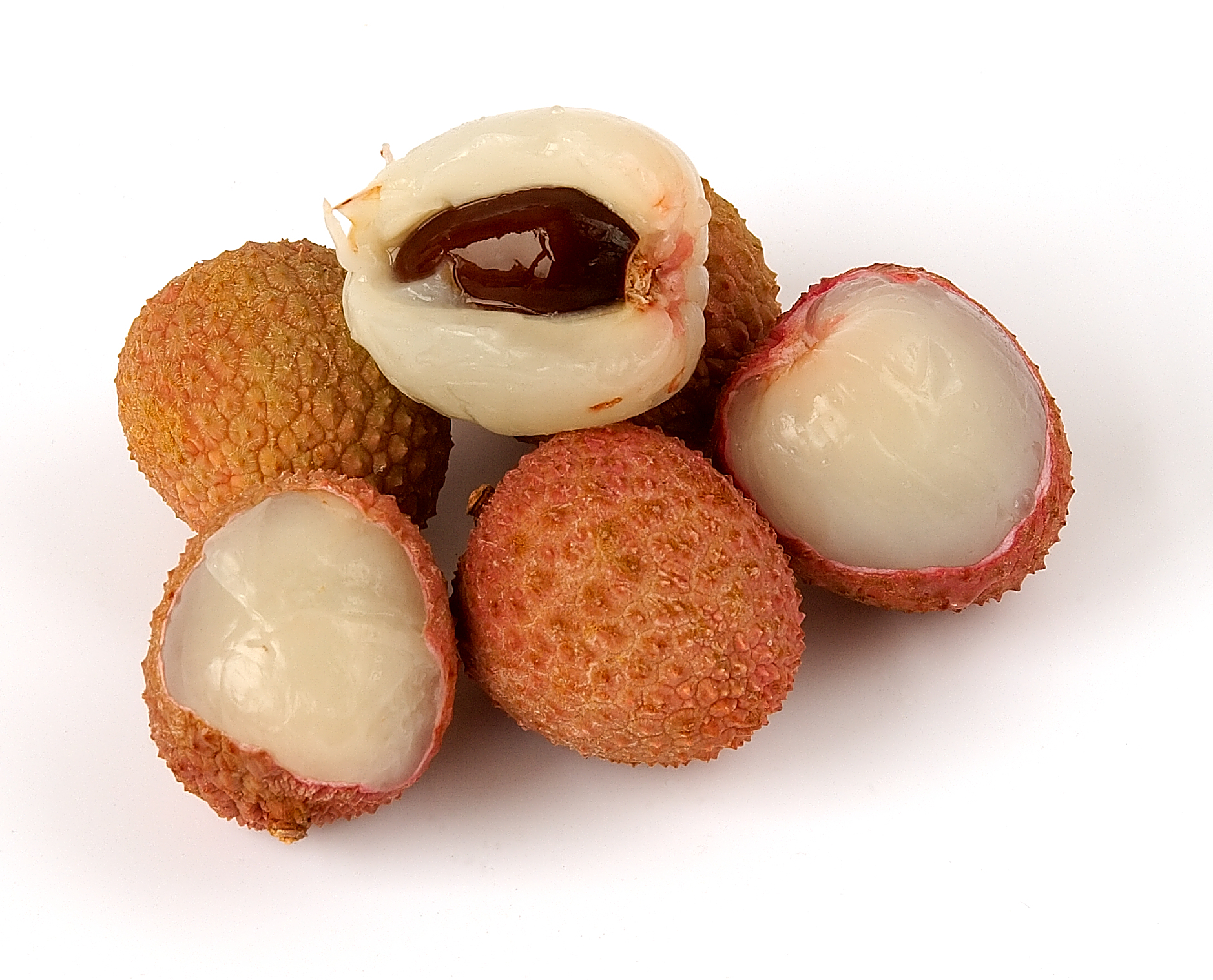
Litchi-frukter, varav några skalade och en med synlig kärna.